# اوغورلوباغ (فکه)
اوغورلوباغ (به ترکی استانبولی: Uğurlubağ) یک منطقهٔ مسکونی در ترکیه است که در فکه، ترکیه واقع شده‌است.